# Cisterna d'Asti (DOC)
Pour les articles homonymes, voir Cisterna d'Asti et Cisterna d’Asti superiore.
Le Cisterna d’Asti est un vin rouge italien de la région Piémont doté d'une appellation DOC depuis le 17 juillet 2002. Seuls ont droit à la DOC les vins rouges récoltés à l'intérieur de l'aire de production définie par le décret. 
Le vin rouge du Cisterna d’Asti répond à un cahier des charges moins exigeant que le Cisterna d’Asti superiore ou le Cisterna d’Asti vigna, essentiellement en relation avec le titre alcoolique et/ ou le vieillissement.

## Aire de production
Les vignobles autorisés se situent en province d'Asti dans les communes de Cisterna d'Asti, Antignano, Cantarana, Ferrere, San Damiano d'Asti et San Martino Alfieri ainsi que dans les communes de Canale, Castellinaldo, Govone, Montà, Monteu Roero, Vezza d'Alba et Santo Stefano Roero en province de Cuneo.

## Caractéristiques organoleptiques
- couleur : rouge rubis intense
- odeur : intense, fruité, caractéristique
- saveur : vineux, délicat et harmonieux, parfois vif.

Le Cisterna d’Asti se déguste à une température de 14 à 16 °C et il se gardera 1 – 3 ans. 

## Production
Province, saison, volume en hectolitres :
- pas de données disponibles